# Elisha Lawrence
Elisha Lawrence (1746-1799) foi um político norte-americano. Foi o segundo governador de Nova Jérsei, de 25 de julho de 1790 a 30 de outubro de 1790.